# Strike Zone
Die Strike Zone [stɹaɪk zoʊn] ist das (unsichtbare) „Fenster“ beim Baseball- und Softball-Spiel, durch das der Pitcher (Werfer) den Ball werfen muss. Die Strike Zone ist eine gedachte Säule in Form der Home Plate genau über dieser. Die Untergrenze befindet sich auf Höhe des Grübchens unter dem Knie des Batters (Schlagmanns). Die Obergrenze ist als die mittlere Höhe zwischen seinem Gürtel und seiner Schulterhöhe festgelegt. Die Höhen beziehen sich dabei auf den stillstehenden, schlagbereiten Schlagmann in der typischen Schlaghaltung des jeweiligen Batters. Die Strike Zone ist somit bei kleineren Schlagmännern in der Regel niedriger und insgesamt kleiner als bei größeren, ist aber auch bei gleich großen Schlagmännern häufig unterschiedlich.
In der Praxis ist es in Profiligen inzwischen (entgegen dem Wortlaut der Regeln) allgemein üblich, dass die Schiedsrichter eine niedrigere Obergrenze und eine seitlich etwas vom Spieler weg verschobene Strike Zone ihren Entscheidungen zugrunde legen.
Trifft der Pitcher die Strike Zone und der Schlagmann unternimmt keinen Schwungversuch, dann zählt der Wurf als Strike. Strikes werden gezählt, wobei die Zählung bei jedem Batter wieder von Neuem anfängt. Strikes werden vom Schiedsrichter laut und deutlich angesagt.
Trifft der Pitcher die Strike Zone nicht und der Batter unternimmt keinen Schwungversuch, dann zählt der Wurf als Ball (englische Aussprache). Balls werden ebenfalls gezählt, auch diese Zählung beginnt bei jedem Batter wieder von Neuem. Balls werden meist nicht angesagt.
Versucht der Batter vergeblich, den Wurf zu schlagen, zählt der Wurf immer als Strike, unabhängig davon, ob der Wurf in der Strike Zone war oder nicht. Im ältesten Baseball vor dem Jahr 1887 gab es die Strike Zone noch nicht und nur vergebliche Schlagversuche zählten als Strike. Die Zone wurde erst eingeführt, als einige „findige“ Spieler begannen, nur noch besonders leicht zu treffende Bälle oder sogar überhaupt nicht mehr zu schlagen, so dass früher oder später genügend ungültige Würfe (Balls) für eine Base on Balls („walk“) zusammenkamen. Da diese Taktik den Charakter des Spiels zerstörte, wurde die Strike Zone als Gegenmaßnahme in die Regeln aufgenommen.